# 顧元熙
顾元熙，字丽丙，号耕石，江蘇長洲縣（今屬蘇州市）人。清朝翰林。
嘉庆十三年（1808年）戊辰恩科江南鄉試第一名舉人（解元）。次年會試聯捷，本來擬定會元，因考官侍郎英和以第二名孔傳綸二三場奧博多奇字，改顧元熙為第二。殿試二甲，選庶吉士，散館授編修。官至侍講。著有《小楷金石萃编》等。

### 書目
- （清）法式善等，《清秘述聞三種》，中華書局，清代史料筆記叢刊，ISBN：ISBN 7101017428。